# Лечение туберкулёза
Лечение туберкулёза у взрослых является сложным процессом, требующим времени и комплексного подхода.

## Виды лекарственной устойчивости у возбудителя туберкулеза
Фактически с самого начала применения антибиотикотерапии возник феномен лекарственной устойчивости. Феномен потому, что микобактерия не имеет плазмид, а популяционная устойчивость микроорганизмов к антибактериальным препаратам традиционно описывалась в микробной клетке наличием R-плазмид (от англ. resistance — устойчивость).
Лекарственную устойчивость подразделяют на:
- первичную
- приобретённую

К микроорганизмам с первичной устойчивостью относят штаммы, выделенные от пациентов, не получавших специфическую терапию или получавших препараты в течение месяца или менее. Если устойчивый штамм выделен у пациента на фоне противотуберкулёзной терапии, проводимой в течение месяца и более, устойчивость расценивают как «приобретённую». Частота первичной лекарственной устойчивости характеризует эпидемиологическое состояние популяции возбудителя туберкулёза. Приобретённая лекарственная устойчивость среди впервые выявленных больных считается результатом неудачного лечения — то есть действовали факторы, приводящие к снижению системной концентрации химиопрепаратов в крови и их эффективности, одновременно «запуская» в клетках микобактерий защитные механизмы.
В структуре лекарственной устойчивости микобактерий туберкулёза различают:
1. Монорезистентность — устойчивость к одному из противотуберкулёзных препаратов, чувствительность к другим препаратам сохранена. При применении комплексной терапии монорезистентность выявляют довольно редко и, как правило, к стрептомицину (в 10-15 % случаев среди впервые выявленных больных).
2. Полирезистентность — устойчивость к более чем одному противотуберкулезному препарату первого ряда, за исключением сочетания изониазида и рифампицина.
3. Множественная лекарственная устойчивость (МЛУ) — устойчивость МБТ к сочетанию изониазида и рифампицина или рифампицину, независимо от наличия устойчивости к другим противотуберкулезным препаратам.
4. Пред-широкая лекарственная устойчивость (пре-ШЛУ) — устойчивость микобактерии туберкулеза к рифампицину с устойчивостью к изониазиду или без неё, в сочетании с устойчивостью к любому фторхинолону.
5. Широкая лекарственная устойчивость (ШЛУ) — это устойчивость микобактерии туберкулеза к рифампицину с устойчивостью к изониазиду или без неё, в сочетании с устойчивостью к любому фторхинолону и, по крайней мере, к линезолиду или бедаквилину.
6. Перекрёстная устойчивость — когда возникновение устойчивости к одному препарату влечёт за собой устойчивость к другим препаратам. У M. tuberculosis, как правило, ассоциированные с устойчивостью мутации не взаимосвязаны. Особенно часто перекрёстную устойчивость выявляют внутри одной группы препаратов, например аминогликозидов, что обусловлено одинаковой «мишенью» данной группы препаратов.

## Основные определения
В данном разделе приводятся краткие определения ряда основных терминов, которые используются в этом и других модулях.
Тестирование на лекарственную чувствительность (ТЛЧ) — тестирование in vitro с использованием молекулярных генотипических методов для обнаружения мутаций, вызывающих устойчивость к препарату, или с использованием фенотипических методов для определения чувствительности к препарату.
Изониазид-устойчивый ТБ (Hу-TБ) ТБ, вызванный устойчивыми к изониазиду и чувствительными к рифампицину штаммами M. tuberculosis.
Рифампицин-устойчивый ТБ (РУ-ТБ) — ТБ, вызванный устойчивыми к рифампицину штаммами M. tuberculosis. Эти штаммы могут быть чувствительными или устойчивыми к изониазиду (в последнем случае речь идет о МЛУ-ТБ) либо устойчивыми к другим противотуберкулезным препаратам первого или второго ряда.
Туберкулез с множественной лекарственной устойчивостью (МЛУ-ТБ) - ТБ, вызванный штаммами Mycobacterium tuberculosis (M. tuberculosis), устойчивыми по крайней мере к рифампицину и изониазиду одновременно.
Туберкулез с множественной лекарственной устойчивостью / рифампицин-устойчивый (МЛУ/РУ-ТБ) — это термин, используемый в настоящем руководстве и других материалах в качестве общего наименования для случаев МЛУ-ТБ и РУ-ТБ; режимы лечения МЛУ-ТБ могут использоваться для случаев как МЛУ-ТБ, так и РУ-ТБ. МЛУ/РУ-ТБ, как правило, означает всех пациентов с МЛУ-ТБ или РУ-ТБ.
Лечение МЛУ-ТБ означает варианты лечения, предназначенные для пациентов с МЛУ/РУ-ТБ.
Туберкулез с широкой лекарственной устойчивостью (ШЛУ-ТБ) отличается устойчивостью к любому фторхинолону и по меньшей мере к одному из трех инъекционных препаратов второго ряда (капреомицин, канамицин и амикацин) в дополнение к множественной лекарственной устойчивости.
Обширный (или тяжелый) туберкулез (ТБ) означает наличие двусторонних полостей распада или обширных паренхиматозных повреждений, выявляемых при рентгенографии грудной клетки. У детей в возрасте до 15 лет тяжесть заболевания обычно определяется наличием полостей распада или двустороннего поражения легких на рентгенографии грудной клетки.
Тяжелый внелегочный ТБ означает наличие милиарного ТБ или туберкулезного менингита. У детей в возрасте до 15 лет внелегочные формы заболевания, отличные от лимфаденопатии (поражения периферических узлов или изолированных тканей средостения без компрессии), рассматриваются как тяжелые (на базе Wiseman et al., 2012).
Противотуберкулезный препарат (лекарственное средство) второго ряда — это средство, используемое для лечения лекарственно-устойчивого ТБ. Препараты первого ряда, используемые для лечения лекарственно-чувствительного туберкулеза (этамбутол, изониазид и пиразинамид), также могут использоваться в режимах лечения МЛУ-ТБ. Стрептомицин в настоящее время считается противотуберкулезным препаратом второго ряда и используется только в качестве замены амикацина в следующих ситуациях: когда амикацин недоступен; когда присутствует подтвержденная устойчивость к амикацину и подтвержденная чувствительность к стрептомицину; когда составление полностью перорального режима невозможно.
Короткий режим лечения МЛУ-ТБ — это в основном стандартизованный курс лечения МЛУ/РУ-ТБ продолжительностью менее 12 месяцев.
Короткого полностью перорального режима лечения МЛУ/РУ-ТБ (КППР) или короткого перорального режима лечения МЛУ/РУ-ТБ (КПР), варианты которого рекомендованы в сводном руководстве ВОЗ, а именно короткого, полностью перорального режима лечения МЛУ/РУ-ТБ, включающего бедаквилин (КППР(Б) или КПР(Б) и режима бедаквилин, претоманид и линезолид (BPaL) лечения МЛУ-ТБ с дополнительной устойчивостью к фторхинолонам (BPaL или КПР BPaL)
Длительные режимы лечения МЛУ-ТБ - это режимы продолжительностью не менее 12 месяцев, применяемые для лечения МЛУ/РУ-ТБ и разработанные с учётом иерархической модели рекомендованных препаратов таким образом, чтобы включать в себя минимальное количество противотуберкулезных препаратов, признанных эффективными по данным истории болезни пациента или в рамках моделей лекарственной устойчивости.
Эмпирическое лечение означает начало лечения до получения лабораторного подтверждения спектра лекарственной устойчивости. Эмпирические режимы могут носить как стандартизированный (то есть состав и продолжительность лечения в значительной степени закреплены и не подлежат пересмотру), так и персонализированный (то есть с адаптацией к местной эпидемиологической ситуации и особым потребностям конкретного пациента или группы пациентов) характер. В целом чем больше имеется информации о спектре лекарственной устойчивости, тем реже данный режим будет иметь статус эмпирического лечения и тем выше вероятность того, что лечение будет достаточно эффективным без применения необоснованных препаратов, которые вряд ли принесут пользу пациенту. Таким образом, наличие полного спектра быстрых молекулярных тестов помогает выработать окончательный режим терапии, обеспечивающий наибольшую вероятность излечения.
Вероятность эффективности препарата оценивается на основании одного или нескольких следующих параметров: подтверждение чувствительности у конкретного пациента; подтверждение чувствительности у вероятного источника заражения; отсутствие известной устойчивости к другому препарату, имеющему перекрестную устойчивость с данным препаратом; редкость использования препарата в данном географическом районе (возможно, подкрепленная низким уровнем лекарственной устойчивости, выявленным в ходе эпиднадзора); отсутствие препарата в предыдущем режиме, который не привел к выздоровлению данного пациента.
Применение препаратов по незарегистрированным показаниям («вне инструкции») означает, что соответствующие показания, возрастная группа пациентов, дозировка, срок применения или способ введения при использовании данных фармацевтических препаратов отличаются от инструкций, утвержденных национальными органами по контролю лекарственных средств (8). Ряд препаратов (например, фторхинолоны, клофазимин и линезолид) ранее применялись для лечения МЛУ-ТБ «вне инструкции». Однако благодаря появлению достаточного объёма фактических данных, подтверждающих их эффективность и безопасность при лечении пациентов с ТБ, использование данных препаратов сегодня уже не считается применением «вне инструкции». В основе решения о применении препаратов «вне инструкции», как правило, лежит клиническая оценка: лечащие врачи приходят к выводу о том, что эффективность терапии будет выше в случае применения препаратов, не входящих в число рекомендованных национальными органами по контролю лекарственных средств. Такие результаты наблюдались при применении бедаквилина и деламанида в течение периода, превышающего шесть месяцев (см. раздел 6 настоящего модуля).
Нежелательная реакция — это любое неблагоприятное медицинское явление, которое может наблюдаться у пациента с ТБ во время лечения фармацевтическим препаратом, но необязательно является следствием такого лечения.
Серьезная нежелательная реакция — это нежелательная реакция, которая приводит к смерти или ситуации угрозы для жизни, госпитализации или продлению госпитализации, стойкой или тяжелой инвалидности либо появлению врожденной аномалии. Под это понятие подпадают также серьёзные нежелательные реакции, которые не приводят незамедлительно к одному из вышеперечисленных исходов, однако требуют вмешательств для предупреждения их наступления. При возникновении серьёзной нежелательной реакции могут потребоваться кардинальные вмешательства, например прекращение приема препарата, который предположительно стал причиной такой реакции.
Операционные исследования или исследования внедрения: «использование методик систематических исследований для принятия программных решений в целях достижения конкретного результата». В контексте настоящего документа также означает прикладные исследования, направленные на формирование основной доказательной базы, которая будет использоваться для эффективного, устойчивого и надежного применения вмешательств в системе здравоохранения в целях улучшения здоровья или результатов лечения пациентов. Подобные исследования направлены на устранение информационных пробелов в отношении эффективности, действенности и существующих практик лечения, что позволяет добиться наибольших успехов в борьбе с болезнями. Кроме того, операционные исследования предоставляют лицам, принимающим решения, информацию, позволяющую повысить эффективность программ в области здравоохранения)

## Химиотерапия
Для повышения эффективности лечения и в связи с учащающимися случаями возникновения полирезистентных форм туберкулёза, как в процессе лечения, так и у впервые выявленных больных, основой лечения туберкулёза является многокомпонентная противотуберкулёзная химиотерапия (J04 Противотуберкулёзные препараты и антибиотики других групп).
Приказ Министерства здравоохранения РФ от 29 декабря 2014 г. № 951 «Об утверждении методических рекомендаций по совершенствованию диагностики и лечения туберкулеза органов дыхания» утверждает 5 стандартных схем лечения туберкулеза (режимов химиотерапии). Согласно этому приказу лечение подразделяется на две фазы: интенсивную и пролонгированную фазу лечения. В интенсивной фазе лечения необходимо достигнуть рассасывания инфильтрации и закрытия распада, а также прекращения бактериовыделения. Интенсивная фаза лечения туберкулёза лёгких длится от двух месяцев до полугода в зависимости от режима лечения. Последующее пролонгированное лечение длится от четырёх месяцев до года в зависимости от режима лечения. В тяжёлых, мультирезистентных случаях сроки лечения продлеваются до двух лет и более, до достижения устойчивой рентгенографической картины без отрицательной динамики.

### Обновленный список применяемых противотуберкулезных препаратов
- Изониазид
- Рифампицин
- Пиразинамид
- Этамбутол
- Левофлоксацин
- Моксифлоксацин
- Спарфлоксацин
- Циклосерин
- Теризидон
- Протионамид
- Этионамид
- Аминосалициловая кислота
- Бедаквилин
- Деламанид
- Клофазимин
- Имипенем-циластатин
- Парааминосалициловая кислота
- Клавулановая кислота

## Лечение лекарственно — чувствительного туберкулеза (ЛЧ-ТБ) по 6-месячной схеме всоответствии с рекомендациями ВОЗ
1.  При лечении новых случаев заболевания легочным ТБ следует назначать 6-месячный курс лечения с применением рифампицина: 2 месяца изониазида, рифампицина, пиразинамида и этамбутола, с продолжением в течение 4 месяцев только изониазида и рифампицина (2HRZE/4HR).
2. Рекомендуется, если это возможно, назначать при лечении новых случаев заболевания ТБ лёгких ежедневный приём на протяжении всего курса терапии.
3. При лечении всех пациентов с лекарственно-чувствительным легочным ТБ не рекомендуется использовать дозировку три раза в неделю как в интенсивной фазе, так и в фазе продолжения лечения, при этом рекомендуемой частотой приема препаратов остается ежедневный прием.
4. При лечении пациентов с ЛЧ-ТБ рекомендуется использовать комбинированные препараты с фиксированными дозами (КПФД) в виде таблеток, а не отдельные лекарственные формы.
5. Если у впервые выявленного больного легочным ТБ, которому назначено лечение с применением рифампицина на протяжении всего курса терапии, получен положительный результат микроскопии мокроты по завершении интенсивной фазы лечения, прибегать к увеличению интенсивной фазы не рекомендуется.

## Лечение ЛЧ-ТБ по 4-месячным схемамв соответствии с рекомендациями ВОЗ
6. Лица в возрасте 12 лет и старше с лекарственно-чувствительным легочным ТБ могут получать лечение по 4-месячной схеме с применением изониазида, рифапентина, моксифлоксацина и пиразинамида (2HPMZ/2HPM).
7. При лечении детей и подростков в возрасте от трех месяцев до 16 лет с нетяжелой формой ТБ (без подозрений на множественную лекарственную устойчивость или устойчивость к рифампицину [МЛУ/РУ-ТБ] или его признаков) следует использовать 4-месячный режим (2HRZ(E)/2HR)

## Лечение ЛЧ-ТБ и антиретровирусная терапия у людей, живущих с ВИЧв соответствии с рекомендациями ВОЗ
8. Для больных ТБ, сочетанным с ВИЧ-инфекцией, продолжительность курса терапии должна быть по крайней мере такой же, как и у больных ТБ без ВИЧ-инфекции.
9. В отношении людей, живущих с ВИЧ, необходимо начинать АРТ как можно раньше, в течение двух недель после начала лечения ТБ, независимо от количества клеток CD4.

## Использование адъювантных стероидов в лечении туберкулезного менингита и перикардитав соответствии с рекомендациями ВОЗ
10. При лечении пациентов с туберкулезным менингитом следует назначать первичную адъювантную кортикостероидную терапию дексаметазоном или преднизолоном с постепенным снижением дозы в течение 6-8 недель.
11. При лечении пациентов с туберкулезным перикардитом можно применять первичную адъювантную кортикостероидную терапию.

### Новые схемы BPaLM и BPaL
В период с 2011 по 2019 год ВОЗ разработала и выпустила основанные на фактических данных политические рекомендации по лечению и уходу за пациентами с ДР-ТБ. Эти политические рекомендации были представлены в нескольких документах ВОЗ и связанных с ними приложениях, включая Сводные руководящие принципы ВОЗ по лечению лекарственно-устойчивого туберкулеза, изданные ВОЗ в марте 2019 года. Рекомендации по вопросам политики в каждом из этих руководящих принципов были разработаны созванными ВОЗ Группами по разработке Руководящих принципов с использованием подхода ГРАДЕ (Оценка рекомендаций, оценки, развития и оценки) для обобщения фактических данных и формулирования рекомендаций по вопросам политики и сопроводительных замечаний. Настоятельная необходимость разработки более эффективных режимов лечения пациентов с широкой лекарственной устойчивостью, включая устойчивость к фторхинолонам и более широкий характер лекарственной устойчивости, стала стимулом для ряда исследований и инициатив, посвященных тестированию более эффективных и новаторских режимов лечения, включающих в себя новые и перепрофилированные препараты. Одним из таких исследований является Nix-TB, проведенное НПО TB Alliance. Исследование Nix-TB представляло собой фазу III открытого обсервационного когортного исследования в одной группе, задача которого заключалась в оценке безопасности, эффективности, переносимости и фармакокинетических свойств 6-месячного режима лечения BPaL, продолжительность которого могла увеличиваться до 9 месяцев для пациентов, пропускавших прием препаратов, сохранявших положительный результат посева культуры или на 4–6-м месяце лечения вновь показавших положительный результат после отрицательного (89). Исследование проводилось в период с 2014 по 2019 г. на базе трех экспериментальных учреждений в ЮАР. Первый пациент был зарегистрирован в апреле 2015 г. Отобранные для участия пациенты находились в возрасте от 14 лет, имели массу тела от 35 кг, документально подтвержденный ВИЧ-статус и бактериологически подтвержденный положительный результат посева культуры мокроты на ШЛУ-ТБ или на МЛУ/РУ-ТБ, но с непереносимостью лечения или отсутствием ответа на предшествующее лечение МЛУ/РУ-ТБ.  В соответствии с данным документом, последняя рекомендация звучит "Режим «Бедаквилин, претоманид и линезолид» (BPaL) для лечения продолжительностью 6—9 месяцев может применяться в условиях операционного исследования у пациентов с туберкулезом с множественной лекарственной устойчивостью (МЛУ-ТБ) и устойчивостью к фторхинолонам, которые либо не принимали бедаквилин и линезолид ранее, либо принимали эти препараты в течение не более чем 2 недель".

## Лечение туберкулеза у детей и подростков[6]
Обновленное руководство по ведению туберкулеза у детей и подростков включает новые рекомендации, охватывающие подходы к диагностике ТБ, более короткое лечение детей с нетяжелым лекарственно-чувствительным ТБ, новый вариант лечения туберкулезного менингита, использование бедаквилина и деламанида. у детей раннего возраста с ТБ с множественной лекарственной устойчивостью и устойчивостью к рифампицину, а также децентрализованные и ориентированные на семью интегрированные модели оказания помощи для выявления и профилактики случаев ТБ у детей и подростков.
Сводные рекомендации выпускаются как часть модульной серии руководств ВОЗ по ТБ и сопровождаются дополнительным оперативным руководством. Новые рекомендации также доступны на Платформе обмена знаниями Глобальной программы ВОЗ по борьбе с туберкулезом.
Туберкулез (ТБ) является предотвратимым и излечимым заболеванием, но он продолжает влиять на жизнь и развитие миллионов детей и подростков. Дети и молодые подростки в возрасте до 15 лет составляют около 11% всех людей с ТБ во всем мире. Это означает, что ежегодно 1,1 миллиона детей и подростков в возрасте до 15 лет заболевают туберкулезом, и более 225 000 из них умирают.
С момента публикации Руководства ВОЗ для национальных противотуберкулезных программ по ведению туберкулеза у детей – второе издание в 2014 г. в руководствах ВОЗ и других программных документах были опубликованы новые рекомендации по профилактике, скринингу, диагностике, лечению, ведению и моделям по уходу. Многие из этих рекомендаций также применимы к детям и подросткам. Кроме того, в 2021 г. ВОЗ получила новые фактические данные, касающиеся ведения ТБ у детей и подростков, в том числе данные рандомизированного контролируемого исследования по сокращению сроков лечения детей с нетяжелым ТБ. Поэтому в 2021 г. ВОЗ созвала Группу по разработке рекомендаций (ГРР) для рассмотрения новых фактических данных по ведению ТБ у детей и подростков. Это обновленное руководство включает новые рекомендации, которые были опубликованы на заседании ГРР в мае-июне 2020 г.1, а также рекомендации из других руководств ВОЗ, которые имеют отношение к ведению ТБ у детей и подростков (включая те, которые содержатся в предыдущих руководствах по ведению ТБ у детей, которые были подтверждены). Все приводимые публикации доступны на русском языке.

## Иммуномодуляторы
В связи с тем, что большинство противотуберкулезных препаратов оказывают бактериостатическое, а не бактерицидное действие, во фтизиатрии дополнительно применяют иммуностимуляторы, такие как ксимедон, тубосан, глутоксим, галавит и др.
Больным туберкулёзом, получающим иммуносупрессивные препараты по каким-либо показаниям, стремятся снизить их дозы или совсем отменить их, уменьшив степень иммуносупрессии, если это позволяет клиническая ситуация по заболеванию, потребовавшему иммуносупрессивной терапии. Больным ВИЧ-инфекцией и туберкулёзом показана специфическая анти-ВИЧ терапия параллельно с противотуберкулёзной, а также противопоказано применение рифампицина.

#### Детоксикация
В связи с высокой токсичностью противотуберкулезных препаратов, во фтизиатрии активно применяются гепатопротекторы на фоне постоянного лабораторного контроля уровня печёночных пигментов (билирубин).
При появлении симптомов лекарственной интоксикации производят полную или частичную отмену препаратов. Проводят детоксикацию реосорбилактом и ацетилцистеином. После исчезновения симптомов химиотерапию продолжают.

#### Другие препараты
C целью профилактики периферической нейропатии и других побочных явлений со стороны нервной системы применяют витамины группы B, глутаминовую кислоту и АТФ в виде натриевой соли.
С целью ускорения процессов заживления могут применяться такие препараты, как: глюнат, ФиБС, стекловидное тело, препараты алоэ, метилурацил и другие.
Глюкокортикоиды в лечении туберкулёза применяют очень ограниченно в связи с их сильным иммуносупрессивным действием. Основными показаниями к назначению глюкокортикоидов являются сильное, острое воспаление, выраженная интоксикация и др. При этом глюкокортикоиды назначают на достаточно короткий срок, в минимальных дозах и только на фоне мощной (5-компонентной) химиотерапии.

### Перспективные препараты
В 2016 году были опубликованы результаты исследований, в которых предлагаются новые потенциальные лекарства для лечения туберкулеза, механизм действия которых основан на селективной деактивации фермента лейцил-тРНК-синтетазы (ЛРСазы) возбудителя туберкулеза.
В 2018 появилось независимое подтверждение тому, что открытие команды Университета Манчестера оказалось эффективным для морских свинок в Университете Рутгерса. Суть открытия состоит в модификации фактора вирулентности — MptpB, что делает микобактерии «видимыми» для иммунной системы. Это первый открытый метод лечения, не базирующийся на антибиотиках. Клетки человека не содержат подобных молекул, поэтому вещество не токсично для клеток человеческого организма. В ближайшие годы ученые планируют приступить к клиническим испытаниям на людях.
В 2019 году группа учёных сообщила о создании нового потенциального лекарства для лечения туберкулёза. Исследователи обнаружили зависимость синтеза липидов, важных для клеточной стенки и вирулентности микобактерии, от переноса 4-фосфопантетеина (4'-phosphopantetheine, Ppt) от кофермента А к белкам. Далее эти учёные создали низкомолекулярное соединение, убивающее клетки микобактерии путём частичного ингибирования Ppt-трансферазы — фермента, осуществляющего этот перенос. При его ингибировании перестаёт компенсироваться действие фермента обратного процесса, Ppt-гидролазы, что нарушает регулирование метаболизма кофермента А.

## Хирургические методы лечения туберкулёза[4]
Хирургические операции применялись для лечения больных ТБ еще до появления лекарственной терапии. Во многих странах они до сих пор остаются одним из вариантов лечения ТБ. Сегодня, на фоне неоднозначных перспектив лечения ЛУ-ТБ, которое во многих ситуациях осуществляется в ненадлежащих режимах, и риска серьезных осложнений операции на легких вновь начинают рассматриваться как способ уменьшить количество легочной ткани с трудноизлечимой патологией, снизить бактериальную нагрузку и тем самым улучшить прогноз пациента. Анализ данного вопроса проводился на основе фактических данных, полученных по итогам МА-ИДП (который проводился для оценки эффективности различных форм избирательной хирургии в качестве дополнения к комбинированной лекарственной терапии МЛУ-ТБ, систематического обзора и метаанализа на уровне отдельных исследований. От авторов 26 когортных исследований, принимавших участие в сборе индивидуальных данных взрослых пациентов (ИДВП), были получены демографические, клинические, бактериологические и хирургические данные, а также результаты лечения пациентов с МЛУ-ТБ. Обобщенный в таблицах GRADE анализ состоит из трех уровней, на которых успешные исходы лечения (например, излечение и завершение терапии) сравниваются с различными комбинациями неуспешного лечения, рецидива, смерти пациента и потери для последующего наблюдения. Были подготовлены два комплекта таких таблиц: один для частичной резекции легких, а второй – для пневмонэктомии. На основании оценки, проведенной с использованием заранее определенных критериев и задокументированной в GRADEpro, степень уверенности в фактических данных была оценена как очень низкая или низкая в зависимости от оцениваемого исхода и типа исследования.
Метаанализ на уровне отдельных исследований, в ходе которого изучались все виды хирургических вмешательств, продемонстрировал статистически значимое улучшение показателей излечения и успешного завершения лечения у пациентов, которым была сделана операция. Тем не менее при метаанализе ИДВП, подвергшихся частичной резекции легкого или более радикальной пневмонэктомии по сравнению с пациентами, не проходившими хирургического лечения, пациенты с частичной резекцией легкого продемонстрировали статистически значимые более высокие показатели успешного лечения. У перенесших пневмонэктомию пациентов результаты оказались не лучше, чем у тех, кто не проходил хирургического лечения. Прогноз был лучше у тех пациентов, которым частичная резекция легкого проводилась после конверсии культуры. Подобный эффект не наблюдался у пациентов, перенесших пневмонэктомию. Эти данные содержат ряд важных оговорок. Вероятно, они в значительной степени необъективны, поскольку хирургическое лечение проходили только пациенты, признанные операбельными. В ИДВП отсутствуют данные о пациентах с сопутствующей ВИЧ-инфекцией, подвергшихся резекции легкого. В связи с этом оценка эффективности хирургии у ЛЖВ с МЛУ-ТБ оказалась невозможной. Показатели смертности среди прооперированных пациентов и пациентов, получавших только лекарственную терапию, не имели значительных отличий. Однако данные результаты могут быть необъективными, поскольку пациенты, которым была назначена операция, имели намного более высокие риски смерти в случае отсутствия хирургического вмешательства.
Поэтому сохраняют своё значение и хирургические методы лечения туберкулёза: в запущенных случаях может оказаться полезным наложение искусственного пневмоторакса, удаление поражённого лёгкого или его доли, дренирование каверны, эмпиемы плевры и др. Однако безусловным и важнейшим действенным средством является химиотерапия — терапия противотуберкулёзными препаратами, гарантирующими бактериостатический, бактериолитический эффекты, без которых невозможно достижение излечения от туберкулёза.
Предполагается, что сравнительные преимущества хирургического лечения в значительной степени зависят от целевых подгрупп населения. Проведенный анализ не позволил четко определить тип пациента, способного получить максимальную выгоду от данного вмешательства, или тип вмешательства, способный принести наибольшую пользу. Предполагается, что для среднестатистического пациента, признанного операбельным, эффект будет умеренным. Шансы на успешный результат операции у пациентов с ШЛУ-ТБ (согласно определению, использовавшемуся до 2021 г.) были статистически значимо ниже по сравнению с другими пациентами (СОШ = 0,4; 95%-ный ДП = 0,2–0,9). Вероятно, этот эффект является необъективным, поскольку у пациентов, перенесших операцию, могли присутствовать и другие факторы предрасположенности к худшему результату, внести поправку на которые не представляется возможным.
К оперативному лечению при туберкулёзе лёгких относится в том числе:
- Коллапсотерапия (лечебный пневмоторакс, лечебный пневмоперитонеум) — метод сдавливания лёгкого (оно уменьшается в объёме и не двигается). В результате может прекратиться бацилловыделение (человек перестаёт быть заразен) и прекращается деструкция лёгочной ткани[23].
- Кавернэктомия, спелеотомия (новолат. cavernotomia от лат. cavus пустой и др.-греч. tomē разрез, рассечение; новолат. spelaeotomia от греч. др.-греч. spelaion пещера и tomē разрез, рассечение) — удаление (вскрытие) каверны[24].
- Резекция лёгкого — удаление части лёгкого.
- Лобэктомия (lobectomia от др.-греч. lobus — доля, ektomia — удаление) — удаление доли лёгкого.
- Билобэктомия — удаление двух долей лёгкого.
- Пневмонэктомия (пульмонэктомия) — удаление всего лёгкого.

Показатели смертности в индивидуальных данных пациентов (ИДП) прооперированных пациентов и пациентов, получавших только лекарственную терапию, не имели значительных отличий. Объем данных о нежелательных реакциях, хирургических осложнениях или долгосрочных последствиях (часть которых могла оказаться фатальной) был недостаточным для проведения полноценного анализа. Несмотря на неизвестный масштаб интраоперационных осложнений, ГРР ВОЗ предположила, что в конечном счете хирургическое вмешательство приносит пользу.

#### Дополнительные хирургические методы лечения
В начале XXI века в России был разработан и вошёл в практику новый способ лечения, применяемый совместно с химиотерапией — клапанная бронхоблокация. Этот метод эффективен в целом ряде случаев осложнённого туберкулеза, в том числе: множественная лекарственная устойчивость, кровотечение и др.
Метод бронхоблокации особенно эффективен в случаях, когда каверна имеет толстые стенки, не уменьшается в процессе лечения или динамика уменьшения недостаточна. Ранее в таких случаях единственным вариантом лечения была операция на лёгком. С появлением метода бронхоблокации стало возможным полное излечение таких каверн с менее травматичным для пациента медицинским вмешательством.
Метод клапанной бронхоблокации не получил широкого распространения в связи с достаточно сложной техникой выполнения и необходимостью специализированного оборудования и материалов, а также в связи с недостаточно изученным эффектом данного оперативного вмешательства. Кроме того, использование метода значительно повышает частоту гнойно-септических осложнений и не во всех случаях приводит к эффективной остановке кровотечения. Данный метод является вспомогательным, так как он не может полноценно заменить хирургическое лечение и неэффективен при отсутствии химиотерапии.

## Дополнительные методы лечения
Препараты практически не оказывают воздействия на туберкулёзные микобактерии, находящиеся в инкапсулированных очагах казеоза и кавернах с выраженной фиброзной стенкой, так как казеоз и фиброзная ткань лишены кровеносных сосудов, по которым препараты могли бы проникнуть в очаги поражения. Поэтому важную роль в лечении туберкулеза имеют альтернативные методы воздействия на очаги поражения.
С начала XX века в СССР для увеличения эффективности лечения сложных форм туберкулеза, наряду с ингаляциями противотуберкулезными препаратами, начали применять интертрахеальные вливания, метод введения лекарственных препаратов непосредственно в поражённое лёгкое. Ещё один метод лечения, введённый в этот период — искусственный пневмоторакс. Перечисленные методы лечения относятся к малоизученным по эффективности и не являются рекомендованными ВОЗ.

### Питание и образ жизни
Кроме химиотерапии, большое внимание должно уделяться интенсивному, качественному и разнообразному питанию больных туберкулёзом, набору массы тела при пониженной массе, коррекции гиповитаминозов, анемии, лейкопении (стимуляции эритро- и лейкопоэза). Больные туберкулёзом, страдающие алкоголизмом или наркотической зависимостью, должны пройти детоксикацию до начала противотуберкулёзной химиотерапии.
Очень важную роль в лечении туберкулёза играет также санаторно-курортное лечение. Давно известно, что микобактерии туберкулёза не любят хорошей оксигенации и предпочитают селиться в сравнительно плохо оксигенируемых верхушечных сегментах долей лёгких. Улучшение оксигенации лёгких, наблюдаемое при интенсификации дыхания в разрежённом воздухе горных курортов, способствует торможению роста и размножения микобактерий. С той же целью (создания состояния гипероксигенации в местах скопления микобактерий) иногда применяют гипербарическую оксигенацию и др.